# 猩猩王大鬧天宮
《猩猩王大鬧天宮》，1959年上映的香港電影，香港友誼影業公司出品，由關德興、曹達華、林蛟、石堅、阮兆輝、梁素琴及黎坤蓮主演。2014年1月19日在歲月留聲重播。

## 故事概述
天宫仙兽园的猩猩王偷去二郎神的宝牌，化身人形潜下凡间，到处奸淫掳掠，伤及清官张忠介的子女。介向天求救，惊动众仙，却都苦无良计对付猩，终由观音将猩收服，并一一处罚犯错的众仙。

## 演員
- 關德興  ... 縣官張忠介
- 曹達華  ... 二郎神楊戩
- 石堅  ... 猩猩王化身
- 林蛟  ... 韋陀
- 阮兆輝  ... 哪陀
- 梁素琴  ... 蓮花公主
- 黎坤蓮  ... 桃花公主
- 黎雯  ... 縣官太太
- 馮慧文  ... 王母娘娘
- 周千紅  ... 觀音大士
- 小老虎  ... 孫悟空
- 岑佩華  ... 張小姐
- 邵碧珍  ... 歌女
- 陳立品  ... 鴇母
- 劉瑞琪  ... 張公子
- 馮明  ... 閻羅王
- 周鸞  ... 判官
- 朱超 ... 龜相
- 林源   ... 海龍王
- 何少雄  ... 捕頭甲
- 馬龍  ... 捕頭乙
- 寶霞  ... 妓女甲
- 寶娟 ... 妓女乙
- 羅蘭  ... 妓女丙
- 黎兆蘭  ... 妓女丁
- 華萊士  ... 猩猩王
- 劉少文  ... 土地
- 張作舟  ... 山神
- 林甦  ... 天將
- 朱由高 ... 大夫
- 香海
- 楊業宏
- 劉準